# J300 Traralgon
Das J1 Traralgon (offiziell AGL Loy Yang Power Traralgon International) ist ein World-Junior-Tennisturnier, das seit 1994 jährlich im Januar auf Hartplatz in der australischen Stadt Traralgon von der International Tennis Federation ausgetragen wird. Es gehört der zweithöchsten Turnierkategorie G1 an und ist eines der wichtigsten Vorbereitungsturniere für die Nachwuchswettbewerbe der Australian Open.

## Geschichte
1994 wurde Traralgon Austragungsort der seit 1976 jährlich stattfindenden Victorian Junior Championships. Nach der Umbenennung des Turniers 2005, wurde der Wettbewerb in die Kategorie G1 hochgestuft.

## Siegerliste
Bei den Jungen befinden sich unter den Siegern im Einzel und Doppel die Grand-Slam-Champions und ehemaligen Weltranglistenführenden Roger Federer, und Lleyton Hewitt. Bei den Mädchen gewannen unter anderem Marion Bartoli und Angelique Kerber.

### Einzel
| Jahr                                                                  | Herren                       | Damen                        |
| --------------------------------------------------------------------- | ---------------------------- | ---------------------------- |
| ↓ Victorian Junior Championships – Kategorie: G2 ↓                    |                              |                              |
| 1994                                                                  | Nicolas Escudé               | Trudi Musgrave               |
| 1995                                                                  | Fredrik Jonsson              | Réka Vidáts                  |
| 1996                                                                  | Martin Lee                   | Karolina Jagieniak           |
| 1997                                                                  | Wesley Whitehouse            | Bryanne Stewart              |
| 1998                                                                  | Roger Federer                | Jelena Dokić                 |
| 1999                                                                  | Kristian Pless               | Eleni Daniilidou             |
| 2000                                                                  | Joachim Johansson            | Jaslyn Hewitt                |
| 2001                                                                  | Todd Reid                    | Marion Bartoli               |
| 2002                                                                  | Richard Gasquet              | Hanna Nooni                  |
| 2003                                                                  | Mathieu Montcourt            | Nadja Pavić                  |
| 2004                                                                  | Mischa Zverev                | Timea Bacsinszky             |
| ↓ Loy Yang Power ITF Victorian Junior Championships – Kategorie: G1 ↓ |                              |                              |
| 2005                                                                  | Carsten Ball                 | Magdaléna Rybáriková         |
| ↓ Loy Yang Power Traralgon International – Kategorie: G1 ↓            |                              |                              |
| 2006                                                                  | Antonio Veić                 | Anastassija Pawljutschenkowa |
| 2007                                                                  | Roman Jebavý                 | Jasmina Tinjić               |
| ↓ Traralgon ITF – Kategorie: G1 ↓                                     |                              |                              |
| 2008                                                                  | Jared Easton                 | Cindy Chala                  |
| ↓ Loy Yang Power Traralgon International – Kategorie: G1 ↓            |                              |                              |
| 2009                                                                  | Julien Obry                  | Xenija Kirillowa             |
| 2010                                                                  | Justin Eleveld               | Tímea Babos                  |
| 2011                                                                  | Andrés Artuñedo Martinavarro | Mónica Puig                  |
| 2012                                                                  | Filip Peliwo                 | Krista Hardebeck             |
| ↓ AGL Loy Yang Power Traralgon International – Kategorie: G1 ↓        |                              |                              |
| 2013                                                                  | Nick Kyrgios                 | Anna Danilina                |
| 2014                                                                  | Alexander Zverev             | Warwara Flink                |
| 2015                                                                  | Hong Seong-chan              | Katherine Sebov              |
| 2016                                                                  | Ulises Blanch                | Wera Lapko                   |
| 2017                                                                  | Corentin Moutet              | Iga Świątek                  |
| 2018                                                                  | Hugo Gaston                  | Liang En-shuo                |
| 2019                                                                  | Jiří Lehečka                 | Clara Tauson                 |
| 2020                                                                  | Arthur Cazaux                | Polina Kudermetowa           |

### Doppel
| Jahr                                                                  | Herren                                  | Damen                                        |
| --------------------------------------------------------------------- | --------------------------------------- | -------------------------------------------- |
| ↓ Victorian Junior Championships – Kategorie: G2 ↓                    |                                         |                                              |
| 1994                                                                  | Matthew Breen Lee Pearson               | Jeon Mi-ra Francesca La'O                    |
| 1995                                                                  | Daniele Bracciali Jean-Baptiste Perlant | Jenny-Ann Fetch Sarah Ann Stanley            |
| 1996                                                                  | Daniele Bracciali Jocelyn Robichaud     | Amy Jensen Anita Kurimay                     |
| 1997                                                                  | Nathan Healey Lleyton Hewitt            | Andrea Šebová Silvia Uríčková                |
| 1998                                                                  | Simon Dickson David Sherwood            | Leanne Baker Rewa Harriman                   |
| 1999                                                                  | Samuel Fletcher Sadik Kadir             | Katarína Bašternáková Zuzana Kučová          |
| 2000                                                                  | Philip Gubenco Joachim Johansson        | Alice Barnes Bethanie Mattek                 |
| 2001                                                                  | Andrew Banks Tom Pocock                 | Petra Cetkovská Barbora Strýcová             |
| 2002                                                                  | Richard Gasquet Jo-Wilfried Tsonga      | Sania Mirza Linda Smoleňákova                |
| 2003                                                                  | Gaël Monfils Josselin Ouanna            | Dubravka Cupac Natalie Tanevska              |
| 2004                                                                  | Julian Reister Mischa Zverev            | Angelique Kerber Marta Leśniak               |
| ↓ Loy Yang Power ITF Victorian Junior Championships – Kategorie: G1 ↓ |                                         |                                              |
| 2005                                                                  | Pavol Červenák Lukáš Lacko              | Michaela Johansson Nadja Roma                |
| ↓ Loy Yang Power Traralgon International – Kategorie: G1 ↓            |                                         |                                              |
| 2006                                                                  | Fumiaki Kita Dennis Lajola              | Tyra Calderwood Jessica Moore                |
| 2007                                                                  | Stephen Donald Rupesh Roy               | Anastassija Pawljutschenkowa Arina Rodionowa |
| ↓ Traralgon ITF – Kategorie: G1 ↓                                     |                                         |                                              |
| 2008                                                                  | Ryan Harrison Matt Reid                 | Chen Astrogo Bianca Swanepoel                |
| ↓ Loy Yang Power Traralgon International – Kategorie: G1 ↓            |                                         |                                              |
| 2009                                                                  | Julien Obry Adrien Puget                | Kristina Mladenovic Silvia Njirić            |
| 2010                                                                  | James Duckworth Benjamin Mitchell       | Eugenie Bouchard Luksika Kumkhum             |
| 2011                                                                  | George Morgan Mate Pavić                | Eugenie Bouchard Mónica Puig                 |
| 2012                                                                  | Nick Kyrgios Wayne Montgomery           | Ilka Csoregi Jelisaweta Kulitschkowa         |
| ↓ AGL Loy Yang Power Traralgon International – Kategorie: G1 ↓        |                                         |                                              |
| 2013                                                                  | Enzo Couacaud Stefano Napolitano        | Elise Mertens İpek Soylu                     |
| 2014                                                                  | Lucas Miedler Bradley Mousley           | Anastassija Komardina Nina Stojanović        |
| 2015                                                                  | Akira Santillan Tim van Rijthoven       | Wera Lapko Tereza Mihalíková                 |
| 2016                                                                  | Piotr Matuszewski Kacper Żuk            | Nina Kruijer Ioana Mincă                     |
| 2017                                                                  | Francesco Forti Mattia Frinzi           | Maja Chwalińska Iga Świątek                  |
| 2018                                                                  | Wojciech Marek Tseng Chun-hsin          | Joanna Garland Himari Satō                   |
| 2019                                                                  | Rinky Hijikata Otto Virtanen            | Olivia Gadecki Megan Smith                   |
| 2020                                                                  | Flavio Cabolli Matteo Gigante           | Aubane Droguet Séléna Janicijevic            |